# Otto August Rosenberger
Otto August Rosenberger, baltsko-nemški astronom, * 10. avgust 1800, Tukums, Kurlandija, Ruski imperij (sedaj Latvija), † 23. januar 1890, Halle, Saksonija (sedaj Nemčija).
Po njem se imenuje krater Rosenberger na Luni.
1. 1 2  BBLD - Baltisches biografisches Lexikon digital — 2012.